# Ovčara
Ovčara es una localidad de Croacia situada en el municipio de Levanjska Varoš, en el condado de Osijek-Baranya. Según el censo de 2011, tiene una población de 18 habitantes.

## Demografía
| Gráfica de población de Ovčara 1857-2021                           |
|                                                                    |
| Según los censos de población de la Oficina de Estadísticas Croata |